# Новая Сарата (Леовский район)
Новая Сарата (рум. Sărata Nouă, Сэрата Ноуэ, Новая Сэрата, Сарата Нова, Сарата-Нова) — село в Леовском районе Молдавии. Является административным центром коммуны Новая Сарата, включающей также село Булгэрика.

## История
В 2013 году по инициативе депутата парламента от Либерал-демократической партии Молдовы Георгия Фокши было инициировано выделение из состава Сэрата Ноуэ отдельного села Булгэрика, ранее уже существовавшего как самостоятельный населённый пункт до 1977 года. Законопроект об этом был принят Парламентом Молдавии в двух чтениях. Село Булгэрика вошло в состав коммуны Сэрата-Ноуэ и стало 40-м населённым пунктом в районе. Причиной воссоздания села явилось то, что в селе селилось всё больше молодых семей и, следовательно, создалась необходимость выделения данной территории и придания ей статуса села.

## География
Село расположено на высоте 39 метров над уровнем моря.

## Население
По данным переписи населения 2004 года, в селе Новая Сэрата проживает 1476 человек (723 мужчины, 753 женщины).
Этнический состав села:
| Национальность | Число жителей | Процентный состав |
| -------------- | ------------- | ----------------- |
| молдаване      | 567           | 38.41             |
| украинцы       | 145           | 9.82              |
| болгары        | 40            | 2.71              |
| русские        | 12            | 0.81              |
| цыгане         | 4             | 0.27              |
| гагаузы        | 3             | 0.2               |
| румыны         | 2             | 0.14              |
| поляки         | 1             | 0.07              |
| прочие         | 1             | 0.07              |
| Всего          | 1476          | 100 %             |